# Grand Prix Formule 1 van Frankrijk 1998
De Grand Prix Formule 1 van Frankrijk 1998 werd gehouden op 28 juni 1998 op Magny-Cours.

## Verslag
De race werd kort na de start afgebroken omdat Jos Verstappen (nota bene in zijn eerste race voor Stewart) zijn motor had laten afslaan.
Bij de tweede start kwamen de Ferrari's beter weg dan de McLarens en Michael Schumacher liep uit, terwijl Eddie Irvine Mika Häkkinen ophield.  In een poging van Häkkinen om Irvine voorbij te steken spinde de Fin, maar kon de race vervolgen.
David Coulthard had problemen tijdens zijn pitstop, door problemen met de tankinstallatie waardoor hij een extra pitstop moest maken.
Eddie Irvine wist de rest van de race Mika Häkkinen van zich af te houden  en Michael Schumacher won met een comfortabele voorsprong.

## Uitslag
| Positie | Nummer | Rijder                | Team                | Ronden | Tijd/Opgave     | Startplaats | Punten |
| ------- | ------ | --------------------- | ------------------- | ------ | --------------- | ----------- | ------ |
| 1       | 3      | Michael Schumacher    | Ferrari             | 71     | 1'34:45.0       | 2           | 10     |
| 2       | 4      | Eddie Irvine          | Ferrari             | 71     | +19.575         | 4           | 6      |
| 3       | 8      | Mika Häkkinen         | McLaren-Mercedes    | 71     | +19.747         | 1           | 4      |
| 4       | 1      | Jacques Villeneuve    | Williams-Mecachrome | 71     | +1:06.965       | 5           | 3      |
| 5       | 6      | Alexander Wurz        | Benetton-Playlife   | 70     | +1 Ronde        | 10          | 2      |
| 6       | 7      | David Coulthard       | McLaren-Mercedes    | 70     | +1 Ronde        | 3           | 1      |
| 7       | 14     | Jean Alesi            | Sauber-Petronas     | 70     | +1 Ronde        | 11          |        |
| 8       | 15     | Johnny Herbert        | Sauber-Petronas     | 70     | +1 Ronde        | 13          |        |
| 9       | 5      | Giancarlo Fisichella  | Benetton-Playlife   | 70     | +1 Ronde        | 9           |        |
| 10      | 18     | Rubens Barrichello    | Stewart-Ford        | 69     | +2 Rondes       | 14          |        |
| 11      | 11     | Olivier Panis         | Prost-Peugeot       | 69     | +2 Rondes       | 16          |        |
| 12      | 19     | Jos Verstappen        | Stewart-Ford        | 69     | +2 Rondes       | 15          |        |
| 13      | 17     | Mika Salo             | Arrows              | 69     | +2 Rondes       | 19          |        |
| 14      | 16     | Pedro Diniz           | Arrows              | 69     | +2 Rondes       | 17          |        |
| 15      | 2      | Heinz-Harald Frentzen | Williams-Mecachrome | 68     | Ophanging       | 8           |        |
| 16      | 10     | Ralf Schumacher       | Jordan-Mugen-Honda  | 68     | +3 Rondes       | 6           |        |
| 17      | 22     | Shinji Nakano         | Minardi-Ford        | 65     | Motor           | 21          |        |
| NF      | 21     | Toranosuke Takagi     | Tyrrell-Ford        | 60     | Motor           | 20          |        |
| NF      | 12     | Jarno Trulli          | Prost-Peugeot       | 55     | Spin            | 12          |        |
| NF      | 23     | Esteban Tuero         | Minardi-Ford        | 41     | Versnellingsbak | 22          |        |
| NF      | 9      | Damon Hill            | Jordan-Mugen-Honda  | 19     | Hydraulica      | 7           |        |
| NF      | 20     | Ricardo Rosset        | Tyrrell-Ford        | 16     | Hydraulica      | 18          |        |

## Statistieken
| Pole-position | Mika Häkkinen   | McLaren-Mercedes | 1:14.929 |
| Snelste ronde | David Coulthard | McLaren-Mercedes | 1:17.523 |

1906 · 1907 · 1908 · 1912 · 1913 · 1914 · 1921 · 1922 · 1923 · 1924 · 1925 · 1926 · 1927 · 1928 · 1929 · 1930 · 1931 · 1932 · 1933 · 1934 · 1935 · 1936 · 1937 · 1938 · 1939 · 1947 · 1948 · 1949 · 1950 · 1951 · 1952 · 1953 · 1954 · 1956 · 1957 · 1958 · 1959 · 1960 · 1961 · 1962 · 1963 · 1964 · 1965 · 1966 · 1967 · 1968 · 1969 · 1970 · 1971 · 1972 · 1973 · 1974 · 1975 · 1976 · 1977 · 1978 · 1979 · 1980 · 1981 · 1982 · 1983 · 1984 · 1985 · 1986 · 1987 · 1988 · 1989 · 1990 · 1991 · 1992 · 1993 · 1994 · 1995 · 1996 · 1997 · 1998 · 1999 · 2000 · 2001 · 2002 · 2003 · 2004 · 2005 · 2006 · 2007 · 2008 · 2018 · 2019 · 2021 · 2022